# Somotillo
Somotillo är en kommun (municipio) i Nicaragua med 32 262 invånare. Den ligger i den västra delen av landet i departementet Chinandega. Somotillo är känd för tillverkning av sävmattor och krukor.

## Geografi
Somotillo ligger på slättlandet mellan vulkankedjan Cordillera Los Maribios och det Nicaraguanska höglandet, vid gränsen till Honduras. Förutom Honduras, gränsar Somotillo till kommunerna Santo Tomás del Norte, Cinco Pinos och San Francisco del Norte i norr, Villanueva i öster, Chinandega i söder och Puerto Morazan i väster.

## Historia
Somotillo är ett gammalt indiansamhälle som ursprungligen hette Joanagastega, nämnd i landets första taxeringslängd från 1548.

## Näringsliv
Somotillo är en jordbruksbygd med både åkerbruk och boskapsskötsel. De främsta grödorna som odlas är majs, sesamfrön och durra. I Somotillo finns det också en lång tradition av tillverkning av sävmattor och keramikkrukor.